# UTC-00:25
UTC–00:25 – dawna strefa czasowa, znana też jako Dublin Mean Time, obowiązująca w Irlandii w latach 1880-1916, odpowiadająca czasowi słonecznemu południka 6°15'W.
1 października 1916 w Irlandii przyjęto czas stosowany w Wielkiej Brytanii – Greenwich Mean Time (UTC+0:00) zimą oraz British Summer Time (UTC+01:00) latem.